# James W. Paige
James W. Paige (ur. 1841 w Rochester, Nowy Jork, zm. w 1917) – amerykański wynalazca, twórca maszyny Paige compositor, służącej do składania, justowania i rozbierania czcionki. Paige pracował nad projektem przez prawie dwadzieścia lat (1877-1894). W tym czasie zostały opracowane i zastosowane inne maszyny do składu tekstu, m.in. linotyp. Ostatecznie powstały jedynie dwa egzemplarze Paige Compositor.
Paige jest szczególnie znany ze względu na współpracę z Samuelem Clemensem (Mark Twain), który zainwestował w budowę Paige Compositor około 800 000$. Inwestycja doprowadziła pisarza do bankructwa.